# The Storm (film 1916)
The Storm è un film muto del 1916 diretto da Frank Reicher e prodotto dalla Jesse L. Lasky Feature Play Company. Aveva come interpreti Blanche Sweet, Theodore Roberts, Thomas Meighan, Richard Sterling, Chandler House.

## Trama
Sheldon Avery è uno studente di teologia: durante un campeggio nei boschi, incontra Natalie Raydon, una giovane che è stata cresciuta dal padre lontano dalla civiltà, in mezzo alle foreste, e che ignora tutto del mondo esterno. Sheldon e Natalie passano il tempo a discutere di religione ma ben presto il loro rapporto diventa molto più fisico e si lasciano trascinare dai sensi. Sheldon, per riparare, chiede alla ragazza di sposarlo ma lei rifiuta perché non lo ama.
Qualche tempo dopo, Natalie si innamora di Robert, un amico di Sheldon e accetta la sua proposta di matrimonio. I due chiedono di officiare il loro matrimonio proprio a Sheldon ma, durante il rito, Natalie si sente in dovere di confessare di aver avuto un rapporto con lui. Robert, dopo un momento di indecisione, insiste per continuare la cerimonia.

## Produzione

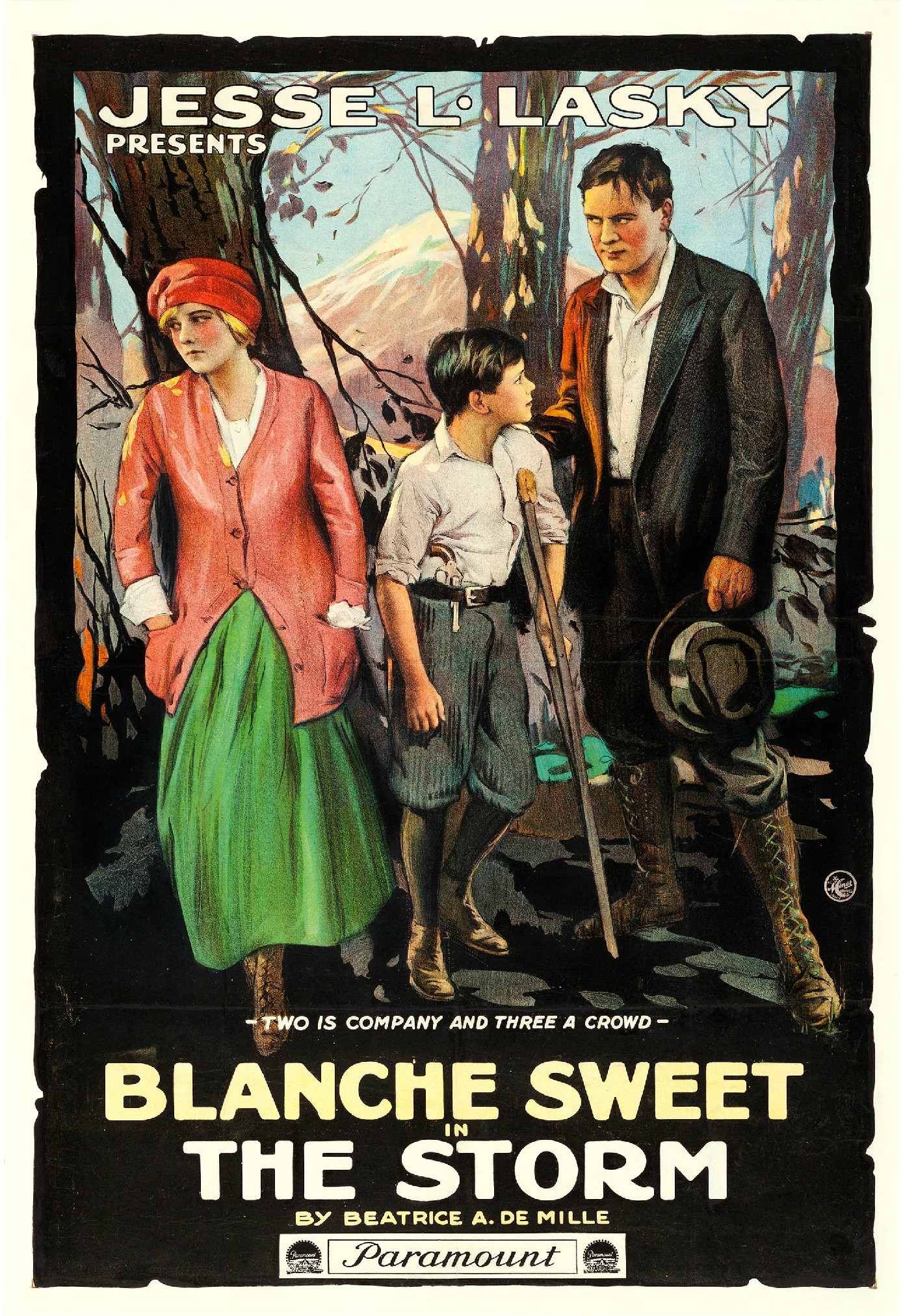
Poster 1916

Il film fu prodotto dalla Jesse L. Lasky Feature Play Company.

## Distribuzione
Il copyright del film, richiesto dalla Jesse L. Lasky Feature Play Co., fu registrato il 19 agosto 1916 con il numero LP8972.

Distribuito dalla Famous Players-Lasky Corporation, il film uscì nelle sale cinematografiche statunitensi il 5 ottobre 1916.
Non si conoscono copie ancora esistenti della pellicola che viene considerata presumibilmente perduta.